# بيرت إي. هاني
بيرت إي. هاني (بالإنجليزية: Bert E. Haney)‏ هو قاضي ومحامي أمريكي، ولد في 10 أبريل 1879 في لافاييت في الولايات المتحدة، وتوفي في 18 سبتمبر 1943.